# Urosphena
Urosphena é um género de aves da família Cettiidae.

## Espécies
Este género contém as seguintes espécies:
- Urosphena squameiceps
- Urosphena subulata
- Urosphena whiteheadi